# Chaunax flammeus
Chaunax flammeus е вид лъчеперка от семейство Chaunacidae. Видът не е застрашен от изчезване.

## Разпространение и местообитание
Разпространен е в Мадагаскар.
Обитава океани и морета. Среща се на дълбочина от 197,5 до 690 m, при температура на водата от 12,1 до 15 °C и соленост 35,1 – 35,3 ‰.